# C’mon Everybody
| Оценки критиков | Оценки критиков |
| Источник        | Оценка          |
| --------------- | --------------- |
| AllMusic        | Без оценки      |

«C’mon Everybody» — песня американского певца Эдди Кокрана. Авторы — Эдди Кокран и Джерри Кейпхарт.
Песня входит в список 500 Songs That Shaped Rock and Roll по версии Зала славы рок-н-ролла. Также входит в  список 500 величайших песен всех времён по версии журнала Rolling Stone

## Чарты
| Чарт (1958—59)                    | Наив. поз. |
| --------------------------------- | ---------- |
| Канада                            | 39         |
| Бельгия (Фландрия, Ultratop)      | 20         |
| Великобритания (UK Singles Chart) | 6          |
| США (Billboard Hot 100)           | 35         |
| Чарт (1988)                       | Наив. поз. |
| Великобритания (UK Singles Chart) | 14         |